# 小國以載
小國 以載（おぐに ゆきのり、1988年5月19日 - ）は、日本のプロボクサー。兵庫県赤穂市出身。角海老宝石ボクシングジム所属。元IBF世界スーパーバンタム級王者。
かつてはVADYボクシングジムに所属していた。父親がつけた愛称は「赤穂の流星」。

## 来歴
中学時代はバスケットボール部に所属。3年時に部活を引退した後、漫画「はじめの一歩」を読んだのがきっかけでアマチュアの赤穂ボクシングジムに通い、そこで高校時代まで中間国彰の指導を受けた。神戸第一高等学校3年時にインターハイバンタム級3位となる。卒業後は芦屋大学に進学し、1・2年時に全日本選手権で3位となった。
アマチュア時代は、宮崎亮に2勝1敗、高校時代に岩佐亮佑に1度負けている。その後、アマチュア時代から師事する高嶋譲がVADYジムを開設したのを機にプロへの転向を決め、大学を中退。B級プロテスト合格。
2009年11月8日、プロデビューを3回KO勝利で飾る。フィリピンの名門・ALAジムやメキシコのイグナシオ・ベリスタインのもとで修業を行う。4戦目ではノーランカーでありながらWBCバンタム級9位のシュテファーヌ・ジャモエと対戦交渉をしたものの、ジャモエが亀田和毅との対戦を優先させたため、実現には至らなかった。
デビュー6連勝後の2011年11月3日、神戸サンボーホールでOPBF東洋太平洋スーパーバンタム級王者のロリ・ガスカとOPBF東洋太平洋同級タイトルマッチを行い、5回に2度ダウンを奪い12回3-0（119-109、116-111、115-111）の判定勝ちで王座を獲得した。
2012年3月18日、刈谷のあいおいホールで大橋弘政とOPBF東洋太平洋スーパーバンタム級タイトルマッチを行い、初回に右ストレートでダウンを奪うと試合を一方的に進めたが、7回に偶然のバッティングでカットした左目付近の傷が深くなったため、9回3-0(88-83×2、88-84)負傷判定勝ちを収め初防衛に成功した。
2012年7月6日、赤穂ハーモニーホールで芹江匡晋とOPBF東洋太平洋スーパーバンタム級タイトルマッチを行い、2回と5回にダウンを奪い、12回3-0(117-110、118-110、118-109)の判定勝ちを収め2度目の防衛に成功した。
2012年11月18日、神戸サンボーホールで元OPBF東洋太平洋スーパーバンタム級王者のロリ・ガスカとOPBF東洋太平洋同級タイトルマッチを行い、12回2-1（116-112、116-114、113-114）の判定勝ちを収め、1年ぶりの再戦を制し3度目の防衛に成功した。
2013年3月10日、神戸サンボーホールでOPBF東洋太平洋スーパーバンタム級7位の和氣慎吾とOPBF東洋太平洋同級タイトルマッチを行うも、2回にダウンを奪われた上に10回終了間際に連打を浴びせられ、この回のインターバルで小國陣営が棄権を申し出たため10回終了時TKO負けとなり、小國はプロ初黒星を喫し4度目の防衛に失敗、王座から陥落した。 小國には当初から一度でも負けたら辞めるとの決意があり、試合後に引退を表明した。
2013年5月23日、角海老宝石ボクシングジムに移籍した上で現役を続行することを発表した。
2013年10月5日、後楽園ホールで日本スーパーバンタム級4位でOPBF東洋太平洋スーパーバンタム級10位の岩﨑悠輝（新開）とスーパーバンタム級8回戦を行い、3-0（79-73×2、79-74）の判定勝ちを収め再起に成功した。
2014年7月28日、後楽園ホールでこの日デビューしたライアン・ソー・タナチョー（タイ）とノンタイトル10回戦を行い、4回2分26秒TKO勝ちを収めた。試合後にライアン・ソー・タナチョーは無気力試合をしたとして招聘禁止ボクサーとなった。
2014年12月6日、後楽園ホールで日本スーパーバンタム級2位の石本康隆（帝拳）と日本同級王座決定戦を行い、10回3-0（96-94×2、96-95）の判定勝ちを収め王座を獲得した。 この試合に勝利したことが評価され、小國は東日本ボクシング協会の2014年12月度の月間敢闘賞に選出された。
2015年4月30日、後楽園ホールで日本スーパーバンタム級1位の古橋岳也（川崎新田）と日本同級タイトルマッチを行い、10回1-0（96-94、95-95×2）の判定で引き分けたが初防衛に成功した。
2016年12月31日、島津アリーナ京都でIBF世界スーパーバンタム級王者のジョナサン・グスマン（ドミニカ共和国）とIBF世界同級タイトルマッチを行い、12回3-0（115-112×3）の判定勝ちを収め王座獲得に成功した。
2017年9月13日、大阪府立体育会館でIBF世界スーパーバンタム級3位の岩佐亮佑とIBF世界同級タイトルマッチを行うも、6回2分16秒TKO負けを喫し初防衛に失敗、王座から陥落し試合後に現役引退を表明した。
2018年9月26日、角海老宝石ボクシングジムで記者会見を開き、現役復帰と12月1日、後楽園ホールの「ダイナミックグローブ」で復帰戦を行うことを発表した。また、4月に結婚し、8月には長男も生まれたことも明かされた。
2018年12月1日、後楽園ホールでアレガ・ユニアン（インドネシア）と対戦し、4回2分25秒TKO勝ちを収め再起戦を勝利で飾った。
2019年5月8日、後楽園ホールでIBF世界バンタム級5位のスックプラサード・ポンピタック（タイ）とスーパーバンタム級10回戦を行い、10回3-0（96-93、97-93、97-92）で判定勝ちを収めた。
2022年5月20日、およそ3年ぶりの復帰戦を行ない、後楽園ホールでOPBF東洋太平洋バンタム級王者の栗原慶太とスーパーバンタム級10回戦を行うも、4回2分40秒負傷引き分けとなった。
2023年10月12日、有明アリーナで元世界3階級制覇王者のジョンリル・カシメロとスーパーバンタム級10回戦を行うも、偶然のバッティングで小國が頭部を負傷、4回27秒負傷引き分けとなった。
2024年10月13日、横浜武道館にて1年ぶりの復帰戦としてWBO世界スーパーバンタム級9位のフィリップス・ンギーチュンバと同級8回戦を行うも、1回に3度のダウンを奪われて2分23秒でTKO負けとなった。
2025年4月10日、フィリピン・パラニャケのエロルデ・スポーツセンターで、ジョンジョン・エストラーダと125ポンド契約8回戦を行い、初回終了時にエストラーダが棄権したためTKO勝ちを収めポンピタック戦以来約6年ぶりの勝利となった。
2025年5月7日、同年5月20日に後楽園ホールで行われるWBOアジアパシフィックスーパーバンタム級王者の村田昴との試合について、小國が同年4月10日にエストラーダ戦で勝利したことによりWBOアジアパシフィック同級8位にランクインしランカー復帰を果たしたことに伴い、ノンタイトル戦からWBOアジアパシフィック同級タイトルマッチに変更された。
2025年5月20日、後楽園ホールでWBOアジアパシフィックスーパーバンタム級王者の村田昴とWBOアジアパシフィック同級タイトルマッチを行うも、6回1分42秒TKO負けを喫した。

## 人物
- 2022年以降、現役を続けつつU-NEXTの解説者も務めている。
- 2023年5月8日、浅草橋にて兄がオーナーを務めるフィットネス専門ジム「Be STAR FITNESS BOXING GYM」がオープンし、小國も指導に当たる[45]。

## 戦績
- アマチュアボクシング：72戦 58勝 (28KO・RSC) 14敗[5]
- プロボクシング：29戦 22勝 (9KO) 4敗 3分

| 戦           | 日付           | 勝敗 | 時間     | 内容         | 対戦相手                                 | 国籍           | 備考                                                  |
| ------------ | -------------- | ---- | -------- | ------------ | ---------------------------------------- | -------------- | ----------------------------------------------------- |
| 1            | 2009年11月8日  | ☆    | 3R 1:22  | KO           | チャーンサック・シッサイトーン           | タイ           | プロデビュー戦                                        |
| 2            | 2010年2月21日  | ☆    | 1R 0:52  | TKO          | 坂光輝（松田）                           | 日本           |                                                       |
| 3            | 2010年5月2日   | ☆    | 8R       | 判定 3-0     | ジェディオン・アンバ                     | フィリピン     |                                                       |
| 4            | 2010年10月10日 | ☆    | 10R      | 判定 3-0     | エリック・ラパダ                         | フィリピン     |                                                       |
| 5            | 2011年1月16日  | ☆    | 8R       | 判定 3-0     | ガオナー・チュワタナ                     | タイ           |                                                       |
| 6            | 2011年5月21日  | ☆    | 8R       | 判定 3-0     | 松元雄大（G・ツダ）                      | 日本           |                                                       |
| 7            | 2011年11月3日  | ☆    | 12R      | 判定 3-0     | ロリ・ガスカ                             | フィリピン     | OPBF東洋太平洋スーパーバンタム級タイトルマッチ        |
| 8            | 2012年3月18日  | ☆    | 9R 0:21  | 負傷判定 3-0 | 大橋弘政（HEIWA）                        | 日本           | OPBF防衛1                                             |
| 9            | 2012年7月14日  | ☆    | 12R      | 判定 3-0     | 芹江匡晋（伴流）                         | 日本           | OPBF防衛2                                             |
| 10           | 2012年11月18日 | ☆    | 12R      | 判定 2-1     | ロリ・ガスカ                             | フィリピン     | OPBF防衛3                                             |
| 11           | 2013年3月10日  | ★    | 10R 終了 | TKO          | 和氣慎吾（古口）                         | 日本           | OPBF陥落                                              |
| 12           | 2013年10月5日  | ☆    | 8R       | 判定 3-0     | 岩﨑悠輝（新開）                         | 日本           |                                                       |
| 13           | 2014年1月11日  | ☆    | 8R 1:20  | TKO          | 藤本悠起（三津山）                       | 日本           |                                                       |
| 14           | 2014年7月28日  | ☆    | 4R 2:26  | TKO          | ライアン・ソー・タナチョー               | タイ           |                                                       |
| 15           | 2014年12月6日  | ☆    | 10R      | 判定 3-0     | 石本康隆（帝拳）                         | 日本           | 日本スーパーバンタム級王座決定戦                      |
| 16           | 2015年4月30日  | △    | 10R      | 判定 1-0     | 古橋岳也（川崎新田）                     | 日本           | 日本防衛1                                             |
| 17           | 2015年9月30日  | ☆    | 10R      | 判定 3-0     | 源大輝（ワタナベ）                       | 日本           | 日本防衛2                                             |
| 18           | 2015年12月17日 | ☆    | 4R 2:01  | TKO          | エークギティ・モークルンテープトンブリー | タイ           |                                                       |
| 19           | 2016年4月19日  | ☆    | 5R 1:09  | TKO          | マイク・タワッチャイ                     | タイ           |                                                       |
| 20           | 2016年8月2日   | ☆    | 1R 0:30  | TKO          | ジェイプ・マカドムピス                   | フィリピン     |                                                       |
| 21           | 2016年12月31日 | ☆    | 12R      | 判定 3-0     | ジョナサン・グスマン                     | ドミニカ共和国 | IBF世界スーパーバンタム級タイトルマッチ               |
| 22           | 2017年9月13日  | ★    | 6R 2:16  | TKO          | 岩佐亮佑（セレス）                       | 日本           | IBF陥落                                               |
| 23           | 2018年12月1日  | ☆    | 4R 2:25  | TKO          | アレガ・ユニアン                         | インドネシア   |                                                       |
| 24           | 2019年5月8日   | ☆    | 10R      | 判定 3-0     | スックプラサード・ポンピタック           | タイ           |                                                       |
| 25           | 2022年5月20日  | △    | 4R 2:40  | 負傷引分     | 栗原慶太（一力）                         | 日本           |                                                       |
| 26           | 2023年10月12日 | △    | 4R 0:27  | 負傷引分     | ジョンリル・カシメロ                     | フィリピン     |                                                       |
| 27           | 2024年10月13日 | ★    | 1R 2:23  | TKO          | フリップス・ンギーチュンバ               | ナミビア       |                                                       |
| 28           | 2025年4月10日  | ☆    | 1R 終了  | TKO          | ジョンジョン・エストラーダ               | フィリピン     |                                                       |
| 29           | 2025年5月20日  | ★    | 6R 1:42  | TKO          | 村田昴（帝拳）                           | 日本           | WBOアジアパシフィックスーパーバンタム級タイトルマッチ |
| テンプレート |                |      |          |              |                                          |                |                                                       |

## 獲得タイトル
- OPBF東洋太平洋スーパーバンタム級王座（防衛3）
- 日本スーパーバンタム級王座（防衛2=返上）
- IBF世界スーパーバンタム級王座（防衛0）